# Medium (film 1985)

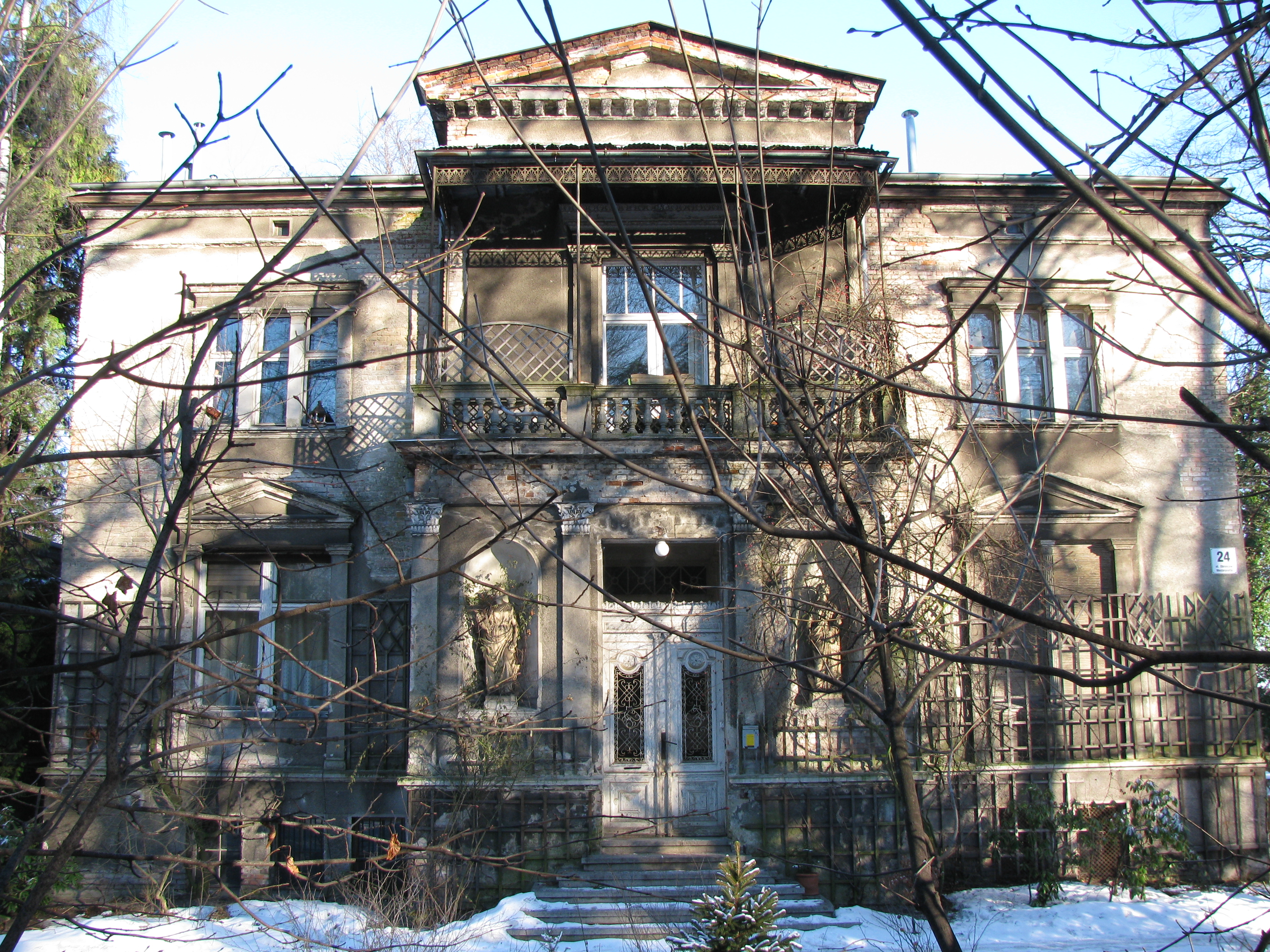
Dom przy ul. Obrońców Westerplatte 24 w Sopocie – filmowa willa Orwicza

Medium – polski horror filmowy z 1985 roku w reżyserii Jacka Koprowicza, pierwszy polski film poświęcony w całości tematyce okultystycznej.

## Zarys fabuły
Sopot (Wolne Miasto Gdańsk), 3 października 1933 roku – równo trzydzieści sześć lat po tragedii, jaka rozegrała się w willi Stefana Orwicza, dzieją się w mieście dziwne rzeczy: komisarz Selin budzi się rankiem nad morzem w koszu plażowym, nie pamiętając jak się tam znalazł; nauczycielka Luiza w trakcie lekcji opuszcza szkołę i kradnie starą suknię z muzeum; Andrzej przybywa pociągiem z Warszawy, nie znając celu swego przybycia; garbaty Georg Netz przyjeżdża dzień wcześniej z Berlina i również nie pojmuje motywów swojego postępowania, zaś w tle tych wydarzeń nadchodzi zaćmienie Słońca. Tylko jedna osoba wyczuwa niesamowitość bieżącego dnia – to Greta, młodsza siostra okultysty Wagnera. Kobieta nawiązuje mediumiczny kontakt z nadawcą o niespotykanej mocy, który kieruje kilku osobami jednocześnie.

## Obsada
- Władysław Kowalski – komisarz Selin/Stefan Orwicz
- Michał Bajor – aspirant Krank, asystent Selina
- Grażyna Szapołowska – nauczycielka Luiza Skubiejska/Zofia Orwicz
- Jerzy Stuhr – Georg Netz/Wiktor Arldt
- Jerzy Zelnik – Andrzej Gaszewski/doktor Malicki
- Ewa Dałkowska – Greta Wagner
- Jerzy Nowak – Ernest Wagner
- Henryk Bista – doktor Mincel
- Piotr Machalica – gauleiter
- Zygmunt Zintel – archiwista Krause
- Ewa Kasprzyk – siostra Maria
- Krystyna Wachelko-Zaleska – farmaceutka
- Witold Dębicki – bibliotekarz